# Josef Ternström
Josef Ternström (Carl Josef Ternström; * 4. Dezember 1888 in Gävle; † 2. Mai 1953 in Söderala, Söderhamn) war ein schwedischer Langstreckenläufer.
Beim Crosslauf der Olympischen Spiele 1912 in Stockholm wurde er Fünfter in der Einzelwertung. In der Mannschaftswertung gewann er zusammen mit seinen Landsleuten Hjalmar Andersson und John Eke Gold.
1914 wurde er nationaler Meister und 1915 nationaler Vizemeister im Crosslauf.